# Eduardo Missoni
Eduardo Missoni (n. 31 de julio de 1954) fue desde abril de 2004 el Secretario General de la Organización Mundial del Movimiento Scout, de la cual se retiró en noviembre de 2007.

## Biografía
Eduardo Missoni nació el 31 de julio de 1954.

## Estudios
Se recibió de médico clínico y luego se especializó en medicina tropical en la Universidad de Roma "La Sapienza".
Posteriormente obtuvo una Maestría de la Escuela de Londres de Higiene y Medicina Tropical.
Su vida profesional se inicia como médico voluntario en Nicaragua.
Luego, con dicha experiencia, continuó su trabajo profesional como oficial de UNICEF en México. 
Luego trabajó como coordinador de los programa de salud del gobierno de Italia en América Latina y África subsahariana.
Además es docente de la Escuela de Administración de Milán (Universidad Bocconi), en la cátedra sobre Gestión de la Cooperación al Desarrollo y Estrategias Globales para la Salud.

## Su participación en el Movimiento Scout
En el movimiento scout de Italia participó de la "Asociación de Scouts Católicos de Italia (ASCI) desde 1964.
Eduardo Missoni hizo su Promesa Scout el 7 de julio de 1965 en Italia en su juventud.
Se desempeñó como Jefe Scout de 1973 a 1979 (cuando la ASCI se había convertido en la Asociación Italiana de Guías de católicos y Scouts AGESCI).
Se mantuvo activo en el Movimiento Scout hasta los 25 años, cuando inició su misión médica en Nicaragua. 
Muchos años después, a fines de 2003, una agencia especializada en búsqueda de talentos lo contactó para cubrir el puesto de Secretario General de la Organización Mundial del Movimiento Scout, en nombre del Comité Scout Mundial.
Eduardo Missoni fue seleccionado entre más de 100 candidatos como el nuevo Secretario General.
Ejerció el rol de Secretario General de la Organización Mundial del Movimiento Scout desde abril de 2004 hasta noviembre de 2007 en reemplazo de Jacques Moreillon.

### Crisis de la Organización Mundial del Movimiento Scout
El 15 de octubre de 2007, un grupo de Organizaciones Scouts Nacionales, conocido como Grupo de Pattaya escribió una carta abierta de denuncia ante el Comité Scout Mundial. 
Las principales quejas fueron que la Oficina Scout Mundial, no se centra en las Organizaciones Nacionales de Scouts, especialmente en los países en desarrollo y que había cuestiones de gobernanza y la gestión en la Oficina Scout Mundial. El Grupo de Pattaya, denominado así por la ciudad de Tailandia donde se escribió la carta en el marco de la Conferencia Scout de la Región Asia-Pacífico estuvo integrado por representantes de las Asociaciones Scouts Nacionales de Austria, Grecia, Indonesia, Japón, Suecia, Tailandia, Reino Unido y Estados Unidos. Luego Japón se disculpó, explicando que no había comprendido el alcance pleno de la carta.
Dos días más tarde, los Boy Scouts de América enviaron una carta al Comité Scout Mundial reiterando su posición y afirmando que retendría los fondos de la Organización Mundial del Movimiento Scout hasta que Eduardo Missoni fuera reemplazado como Secretario General y se iniciaran los procesos apropiados para restaurar el núcleo de la misión de la Organización Mundial del Movimiento Scout.
La Asociación Scout de Suecia, Svenska Scoutrådet, secundó a la asociación scout norteamericana con una carta similar.
La Fundación Scout Mundial , que se había sido instituido para asegurar una fuente de financiación segura para el Movimiento Scout, siguió los dos ejemplos previos sumando presiones a favor de la renuncia de Eduardo Missoni.
Varias Organizaciones Scout Nacionales expresaron su preocupación por esta coacción económica. 
Las Asociaciones Scouts Nacionales de Italia, España y Bélgica hicieron un llamado público a la unidad y solicitaron no tomar decisiones precipitadas antes de la siguiente Conferencia Scout Mundial
El Comité Scout Mundial, escribió una respuesta a estas peticiones el 24 de octubre. 
El 12 de noviembre de 2007, el Comité Scout Mundial se reunió en El Cairo, Egipto y Eduardo Missoni fue relevado de su cargo como Secretario General, a pesar de su oposición y de la posición contraria de muchos de los miembros del comité.
El 22 de noviembre de 2007 Missoni informó a la Conferencia Scout Interamericana, reunión de los representantes de todas las asociaciones scout del continente americano, sobre la situación.
Lamentablemente, a días de comenzar dicha reunión continental, debió disculparse de participar ante la solicitud de altas autoridades scout de América del Norte.
El 30 de noviembre de 2007 Eduardo Missoni escribió una cronología de lo que él llama un putsch en su página web personal y dio a conocer muchos documentos que no se conocían hasta el momento, además de manifestar su punto de vista.
Complementariamente difundió un comunicado de prensa explicando los sucesos vividos.
Finalmente, el 4 de diciembre de 2007 se despidió de todos sus colaboradores y de miembros de la Organización Mundial del Movimiento Scout con una carta.